# Pazo de Taboada
El pazo de Taboada es una construcción urbana de la villa de Betanzos. El edificio, de estilo neoclásico, fue construido en 1805. Está situado en el casco histórico de Betanzos, en el número 6 de la calle Roldán. El edificio, de dos plantas, posee un blasón en la fachada, centrado entre las dos puertas de la casa, de más de 2 m.

## Galería

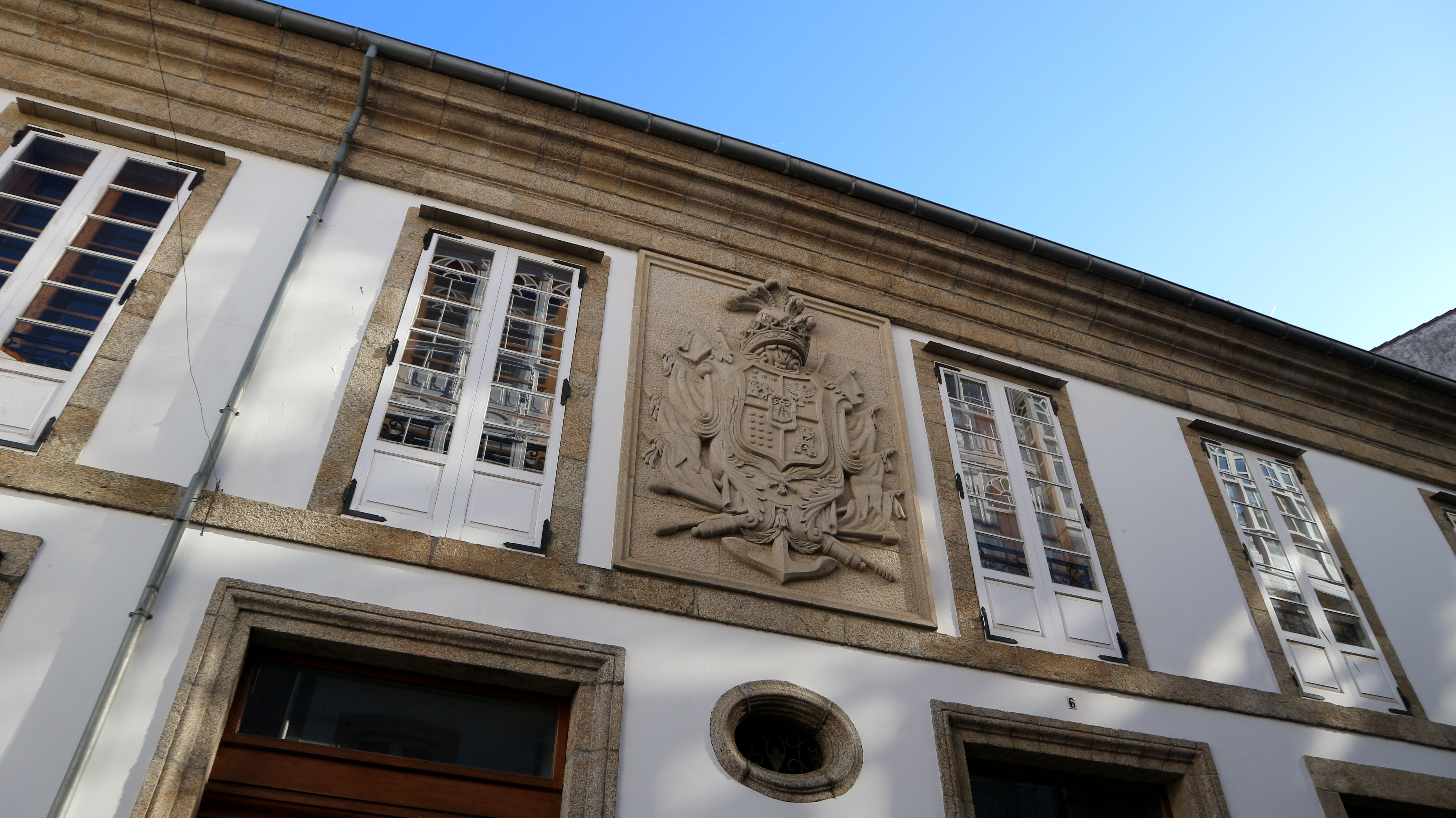
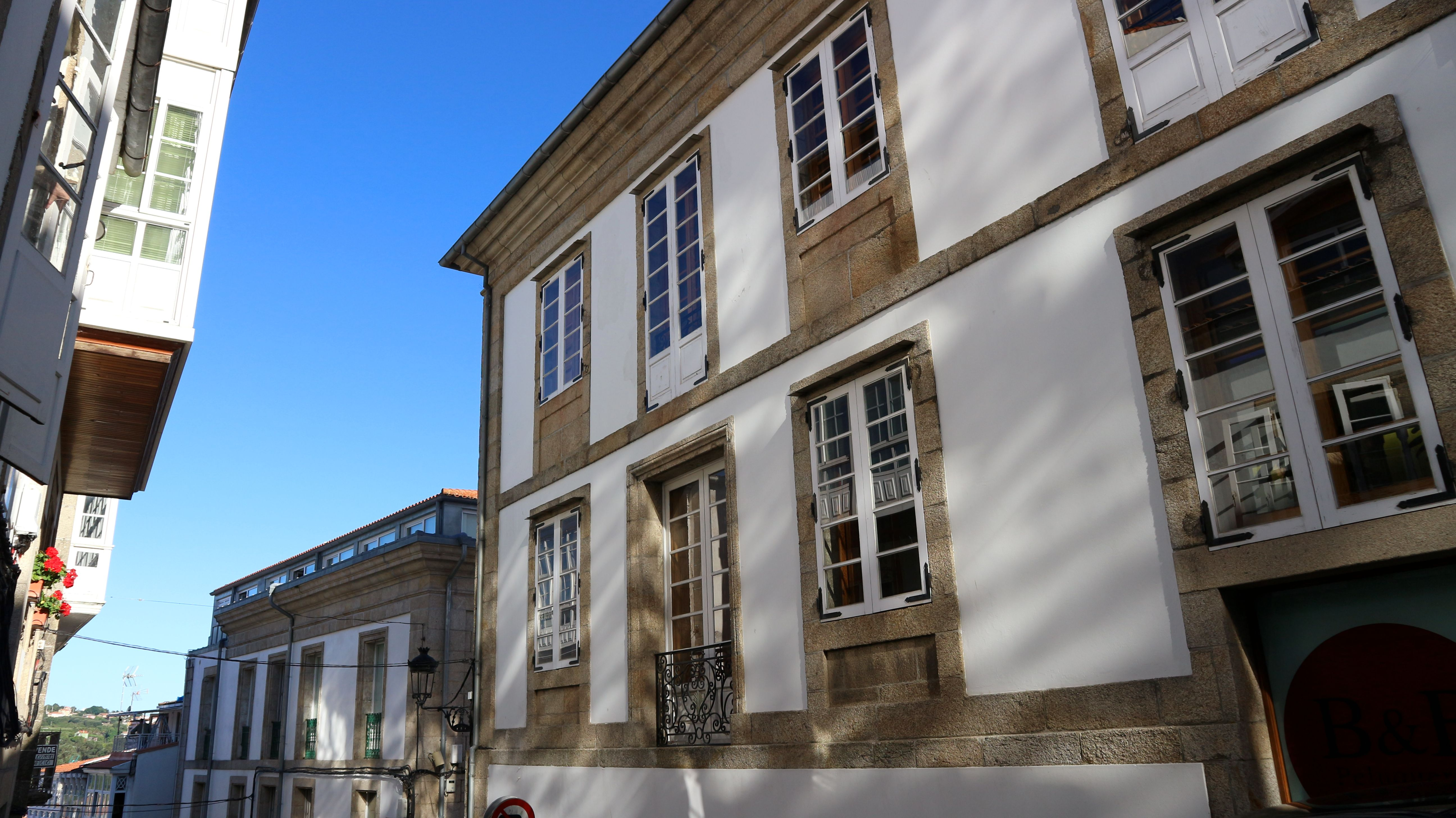